# Sven Goebel

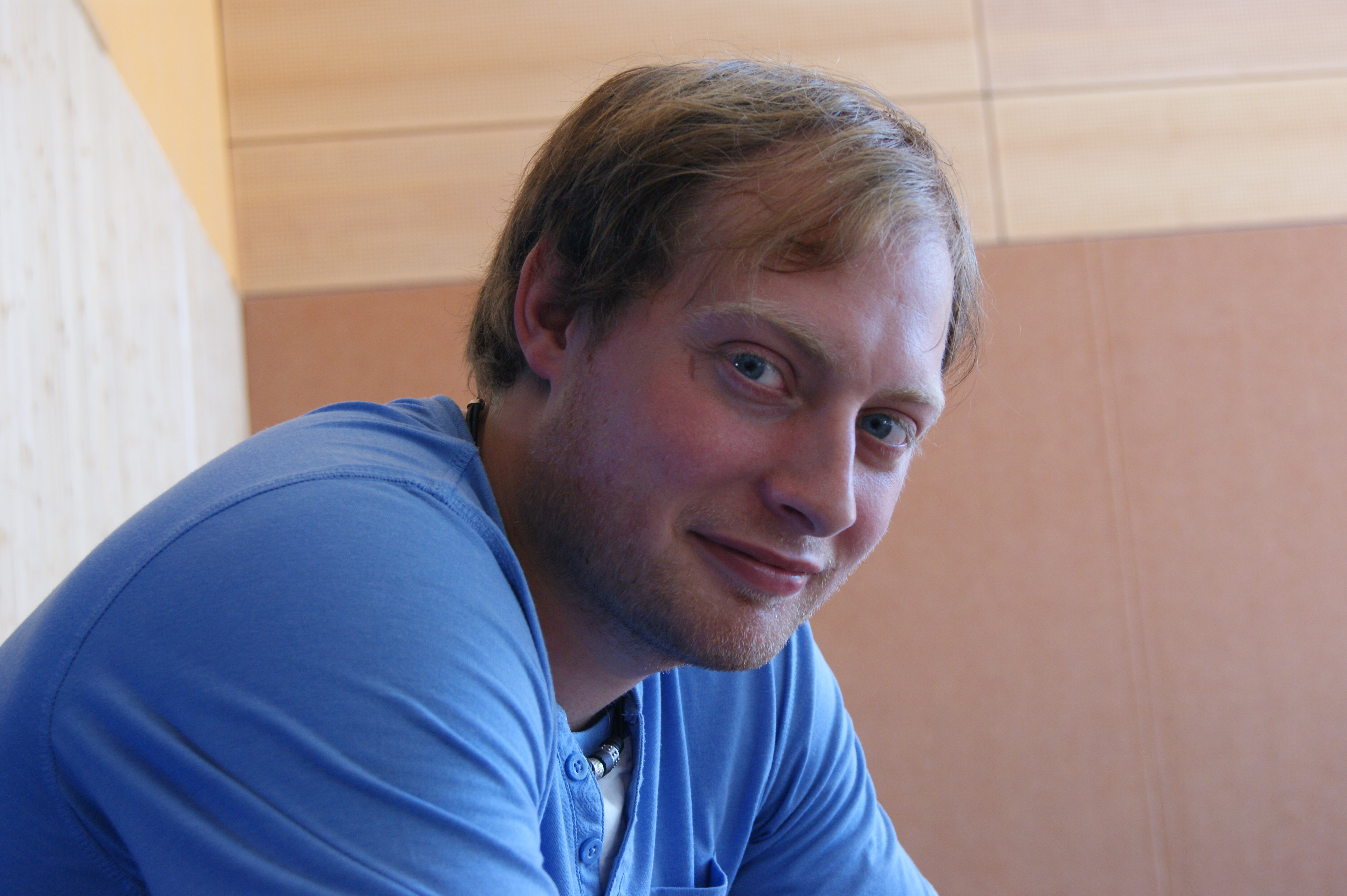
Foto von Sven Goebel, 2013

Sven Goebel  (* 8. November 1988 in Simmerath) wurde bekannt durch seine Weltrekorde im Bierdeckelstapeln.

## Weltrekorde
Er begann seinen Werdegang 2003 mit seinem ersten Guinness-Weltrekord.

### 2003

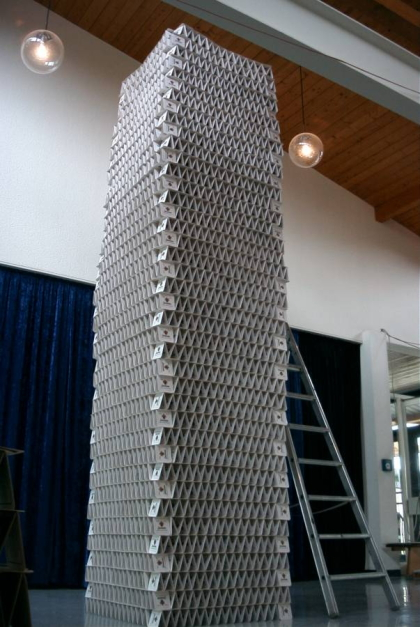
Fertiger Turm von 2003

Nach der offiziellen Anmeldung des Weltrekords stapelte Sven Goebel im August 2003 insgesamt 7000 Bierdeckel innerhalb von 10 Stunden im Wintergarten seiner Oma zu einem 4 Meter hohen und 1 Meter breiten Turm. Dieser musste unter Zeugen am letzten Tag zerstört werden, um die Verwendung von Klebstoff auszuschließen. Nachdem die damaligen Zeugen Hans Kaiser (Bürgermeister der Gemeinde Kall), Hajo Hellig (Pfarrer der Gemeinde Kall) und Hans Ransbach (Braumeister des Sponsors der Gemünder Bier-Brauerei) den Rekord als korrekt durchgeführt bezeichneten, wurde dieser als Rekord anerkannt und Sven Goebel konnte seinen ersten Eintrag im Buch der Rekorde verzeichnen.

### 2004

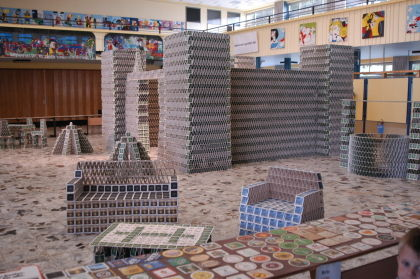
Fertige Burg von 2004

Im August 2004 stapelte Sven Goebel einen zweiten Weltrekord. Als Schüler war er an die Sommerferien gebunden, um sich Zeit für Planung und Durchführung des Projekts zu nehmen. 70.000 Bierdeckel bildeten in insgesamt 102 Stunden ein Burgmodell (4 Meter hoch, 5 Meter breit). Zeugen waren Hans Kaiser, Günther Rosenke und  Hajo Hellwig.

### 2009

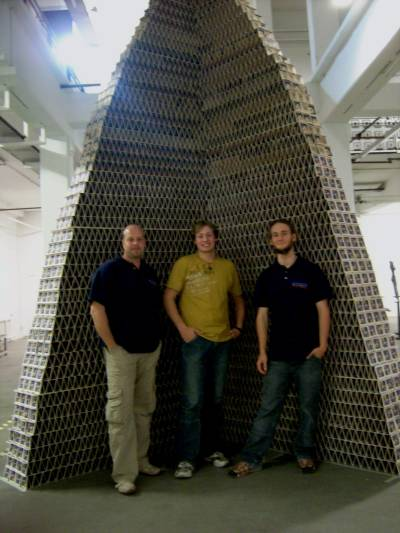
Fertiges Objekt von 2009

Höchststapel-Rekord für Galileo. Goebel stellte zusammen mit zwei Amateur-Staplern aus München einen 6,50 Meter hohen Bierdeckelturm aus mehr als 60.000 Bierdeckeln auf.

### 2010
Von Januar bis April 2010 nahm Goebel das Angebot der Brauerei Gaffel Kölsch an und stapelte erneut mehrere tausend Bierdeckel zu einem Bauwerk auf. Es gab einen Live-Stream, der online eingesehen werden konnte. Auch wurde in diesem Jahr eine komplette 3D-Animation des Bauwerks vorab erstellt, die sowohl bei der Planung als auch bei der Durchführung von Nutzen war. Das Ziel von 250.000 Bierdeckeln wurde übertroffen und der Bierdeckel-Bungalow zum Schluss mit Möbeln aus Bierdeckeln gefüllt. Insgesamt wurden etwa 260.000 Bierdeckel in 552 Stunden zu einem Bungalow inklusive Möbel (6 Meter breit, 11 Meter lang, 2,2 Meter hoch) verbaut. Zeugen waren Herbert Radermacher, Ralf Hergarten und Günther Rosenke.

### 2012
Münzen-Stapel-Rekord für Galileo (FakeCheck). Balancierend auf einem Eurocent-Stück mussten weitere 2500 Münzen gestapelt werden. Dies absolvierte Goebel zusammen mit zwei weiteren Stapel-Experten in weniger als vier Stunden.

### 2013
Dauerstapel-Weltrekord für und mit Abenteuer Leben. Goebel stapelte 12 Stunden am Stück und unterbrach nur ein einziges Mal für fünf Minuten. Er stapelte insgesamt 10.500 Bierdeckel zu einem mehr als drei Meter hohen Turm.
Ebenfalls im Zusammenhang mit Abenteuer Leben stellte er einen schnell-stapel Rekord auf und setzte in 60 Sekunden 70 Bierdeckel zu einer Kartenhausreihe auf.

## Sonstiges
Goebel ist in mehreren Kampfsport-Disziplinen ausgebildet und trainiert diese aktiv. Dazu gehören seit 1995 Karate, später außerdem Karate-Do, Kickboxen und Kenjodo. Im Karate-Do hat er mehrere deutsche Meistertitel sowie zwei Europameister-Titel. Seit dem 21. November 2008 ist Goebel lizenzierter Kenjodo-Instructor und somit berechtigt Stock- und Schwertkampf zu unterrichten.